# Batuque – A alma de um povo
Pour plus de détails, voir Fiche technique et Distribution.
Batuque – A alma de um povo est un film documentaire portugais réalisé par Júlio Silvão Tavares, sorti en 2006.

## Synopsis
En 1462, les premiers esclaves arrivèrent au Cap-Vert, ramenés d’Afrique par les colons portugais. Ils apportaient avec eux les rythmes et les semences de ce qui est devenu le batuque : une musique chantée et une danse sensuelle rythmées par des percussionnistes disposés en cercle. Réprimé et interdit pendant l’époque coloniale, le batuque a résisté dans la clandestinité et est aujourd’hui adopté comme un symbole de l’identité culturelle capverdienne. Le groupe Raiz de Tambarina est l’un des plus anciens groupes de l’île de Santiago. De répétition en célébration, à travers leur vie quotidienne, les membres du groupe – un chauffeur de camion, une femme de ménage, des marchandes de poisson – nous font partager leur passion du batuque, et découvrir le Cap-Vert d’hier et d’aujourd’hui.

## Fiche technique
- Réalisation : Júlio Silvão Tavares
- Production: LX filmes, Laterit Productions
- Image : Cesar Paes
- Son : Pedro Figueiredo
- Musique : Raiz de Tambarina
- Montage : Cesar Paes, Agnès Contensou